# Маленчин (Радомський повіт)
Маленчин (пол. Małęczyn) — село в Польщі, у гміні Гузд Радомського повіту Мазовецького воєводства.
Населення — 1392 особи (2011).
У 1975-1998 роках село належало до Радомського воєводства.

## Демографія
Демографічна структура станом на 31 березня 2011 року:
|          | Загалом | Допрацездатний вік | Працездатний вік | Постпрацездатний вік |
| -------- | ------- | ------------------ | ---------------- | -------------------- |
| Чоловіки | 701     | 180                | 477              | 44                   |
| Жінки    | 691     | 150                | 440              | 101                  |
| Разом    | 1392    | 330                | 917              | 145                  |